# Stäbelow
Stäbelow ist eine Gemeinde im Landkreis Rostock in Mecklenburg-Vorpommern (Deutschland). Sie wird vom Amt Warnow-West mit Sitz in Kritzmow verwaltet.

## Geografie
Das Gemeindegebiet Stäbelows liegt südwestlich von Rostock beiderseits des Waidbaches, der in südlicher Richtung fließt und bei Matersen in die Beke mündet. Südöstlich, in etwa sieben Kilometer Entfernung, fließt die Warnow am Gemeindegebiet vorbei.
Umgeben wird Stäbelow von den Nachbargemeinden Lambrechtshagen im Norden, Kritzmow im Osten, Ziesendorf im Süden, Satow im Südwesten sowie Bartenshagen-Parkentin im Nordwesten.
Südlich von Stäbelow liegt das Landschaftsschutzgebiet Fahrenholzer Wald. Hier sind viele gefährdete Tier- und Pflanzenarten beheimatet.

## Gemeindegliederung
Zur Gemeinde Stäbelow gehören die Orte Bliesekow, Stäbelow und Wilsen.

## Geschichte
Die Bauerndörfer Stäbelow und Wilsen wurden 1177 gegründet. Bliesekow wurde 1268 erstmals urkundlich erwähnt.
Am 1. Juli 1950 wurde die bis dahin eigenständige Gemeinde Bliesekow eingegliedert.
Seit der politischen Wende 1990 hat sich der Charakter der Gemeinde deutlich verändert. Durch die Nähe zu Rostock ist sie einer der bevorzugten Wohnstandorte der Rostocker geworden. Viele Eigenheime entstanden in den Wohngebieten „Lütt Eck“, „Grot Eck“, „Lang Berg“ und „Waldblick“. Mehr als 50 Gewerbebetriebe sind in der Gemeinde ansässig.

## Bevölkerung
| Jahr | Einwohner |
| ---- | --------- |
| 1990 | 0547      |
| 1995 | 0787      |
| 2000 | 1173      |
| 2005 | 1313      |
| 2010 | 1350      |
| 2015 | 1407      |

| Jahr | Einwohner |
| ---- | --------- |
| 2020 | 1384      |
| 2021 | 1401      |
| 2022 | 1408      |
| 2023 | 1410      |

Stand: 31. Dezember des jeweiligen Jahres

## Politik

### Gemeindevertretung
Die Gemeindevertretung von Stäbelow besteht aus zehn Mitgliedern. Die Kommunalwahl am 9. Juni 2024 führte bei einer Wahlbeteiligung von 73,4 % zu folgendem Ergebnis:
| Partei / Wählergruppe               | Stimmenanteil 2019 | Sitze 2019 |  | Stimmenanteil 2024 | Sitze 2024 |
| ----------------------------------- | ------------------ | ---------- |  | ------------------ | ---------- |
| Gemeinsam für die Gemeinde Stäbelow | 28,7 %             | 3          |  | 43,0 %             | 4          |
| CDU                                 | 27,5 %             | 3          |  | 28,2 %             | 3          |
| SPD                                 | 11,8 %             | 1          |  | 14,5 %             | 1          |
| Einzelbewerber Toni Reincke         | 00,5 %             | –          |  | 07,6 %             | 1          |
| Die Linke                           | 31,5 %             | 3          |  | 06,1 %             | 1          |
| Einzelbewerber Harald Sann          | –                  | –          |  | 00,6 %             | –          |
| Insgesamt                           | 100 %              | 10         |  | 100 %              | 10         |

### Bürgermeister
- seit 2004: Hans-Werner Bull (Gemeinsam für die Gemeinde Stäbelow)

Bei der Bürgermeisterstichwahl am 26. Mai 2019 wurde Bull mit 50,5 % der gültigen Stimmen wiedergewählt. Am 9. Juni 2024 wurde er ohne Gegenkandidat mit 74,1 % der gültigen Stimmen in seinem Amt bestätigt. Seine Amtszeit beträgt fünf Jahre.

## Wappen
Blasonierung: „In Blau drei zusammengewachsene, fächerförmig gestellte goldene Ähren.“
Das Wappen wurde 2003 durch den Landrat an den Bürgermeister für die Gemeinde übergeben. Die drei Ähren symbolisieren die Zusammengehörigkeit der drei Orte der Gemeinde. Sie deuten auf die landwirtschaftliche Prägung der Dörfer hin.

## Sehenswürdigkeiten

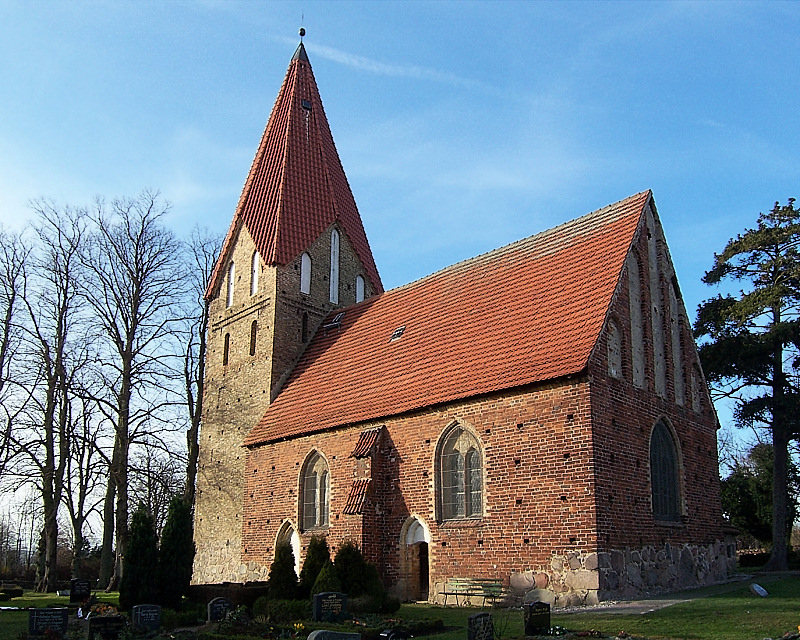
Dorfkirche Stäbelow

- Dorfkirche Stäbelow, einschiffige gotische Backsteinkirche auf Feldsteinsockel mit einem niedrig angesetzten Kreuzrippengewölbe und mit je einem gestuften Strebepfeiler, stammt vom Anfang des 14. Jahrhunderts. An der Nordseite befindet sich die kreuzrippengewölbte Sakristei. Der quadratische Turm mit seinen vier Blendengiebeln hat einen achtseitigen Turmhelm.

Siehe auch Liste der Baudenkmale in Stäbelow

## Verkehr
Die Gemeinde liegt an der Landesstraße L 10 nach Rostock und an der 2003 fertiggestellten Bundesstraße 103 (ehemals B 103n), dem Autobahnzubringer zur Anschlussstelle Rostock-West an der Ostseeautobahn A 20.
Die Buslinien 102 und 137 der rebus Regionalbus Rostock GmbH  verbinden Stäbelow mit Rostock.